# Bezirk Römerstadt
Der Bezirk Römerstadt war ein Politischer Bezirk in der Markgrafschaft Mähren. Sitz der Bezirkshauptmannschaft war die Stadt Römerstadt (Rýmařov). Das Gebiet gehörte seit 1918 zur neu gegründeten Tschechoslowakei.

## Geschichte
Die modernen, politischen Bezirke der Habsburgermonarchie wurden 1868 im Zuge der Trennung der politischen von der judikativen Verwaltung geschaffen.
Der Bezirk Römerstadt wurde 1868 aus dem Gerichtsbezirk Römerstadt gebildet. Zur Zeit seiner Entstehung lebten im Bezirk Römerstadt 28.535 Einwohner auf einer Fläche von 6,37 Quadratmeilen.
1880 lebten im Bezirk Römerstadt 32.186 Personen (15.209 männlich und 16.977 weiblich). Von der einheimischen Bevölkerung hatten 32.018 Deutsch und 51 Tschechisch als Umgangssprache angegeben.
1890 lebten im Bezirk Römerstadt 30.382 Personen (14.465 männlich und 16.017 weiblich). Von der einheimischen Bevölkerung hatten 30.355 Deutsch und 33 Tschechisch als Umgangssprache angegeben.
1910 lebten im Bezirk Römerstadt 28.497 Menschen. Davon hatten 28.384 die österreichische Staatsbürgerschaft. Von den österreichischen Staatsbürgern gaben 28.355 Deutsch, 24 Polnisch und 4 Tschechisch als Umgangssprache an. Die Fläche betrug 381,55 km2.

## Gemeinden
Der Bezirk Römerstadt umfasste 1890 folgende Gemeinden:
Altendorf, Angersdorf, Arnsdorf, Bergstadt, Brandseifen, Braunseifen, Doberseik, Edersdorf, Eichhorn, Deutsch-Eisenberg, Eulenberg, Friedland, Friedrichsdorf, Girsig, Haugenstein, Herzogsdorf, Irmsdorf, Janowitz, Johnsdorf (mit Rosendorf), Karlsdorf, Mährisch Kotzendorf, Kreuz, Kriegsdorf, Lobnig, Merotein, Nieder-Mohrau, Ober-Mohrau, Neudorf, Neufang (mit Ferdinandsthal), Olbersdorf, Pürkau, Reschen, Römerstadt (mit Harrachsdorf), Groß-Stohl, Klein-Stohl, Tillendorf, Weigelsdorf, Zechau, Zechitz